# 卡米斯山
30°05′20″S 17°58′45″E / 30.08889°S 17.97917°E

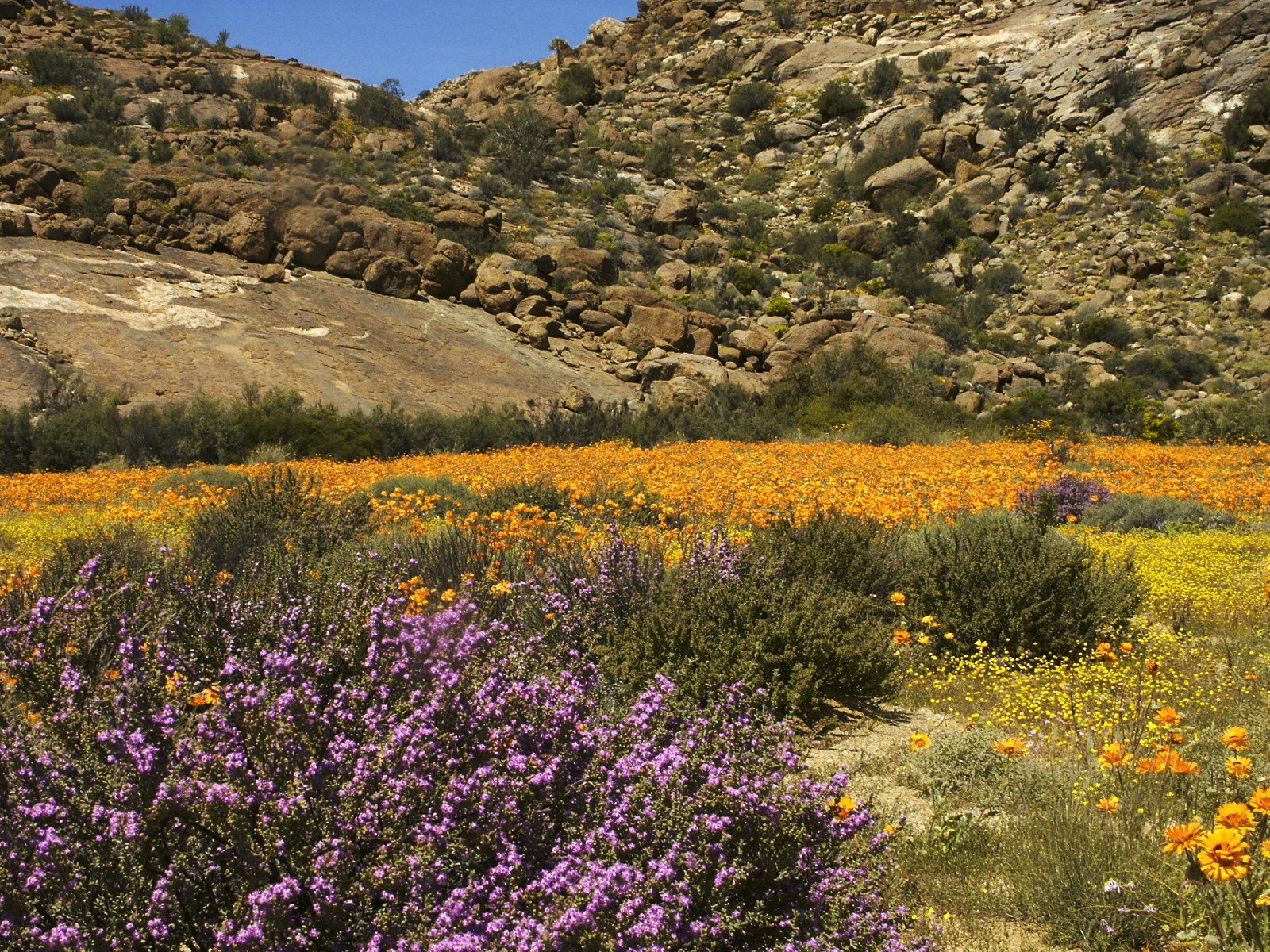

卡米斯山是南非的山脈，位於該國西北部北開普省，處於首都比勒陀利亞西南面1,100公里，長140公里、寬40公里，最高點海拔高度1,706米，山體由花崗岩和片麻岩組成。